# Angiotensină
Angiotensina este un hormon peptidic care determină vasoconstricție, și, ulterior, creșterea tensiunii arteriale. Acesta este parte a sistemului renină-angiotensină. Angiotensina stimulează eliberarea de aldosteron, hormon corticosuprarenal. Aldosteronul determină retenția de sodiu, care la fel duce la creșterea tensiunii arteriale.

## Efecte

### Cardiovasculare
Ele sunt vasoconstrictoare puternice directe prin cresterea rezistentei vasculare periferice, având efect atât pe artere, cât și pe vene. Angiotensina II are potențial protrombotic prin adeziunea și agregarea trombocitelor și sinteza de inhibitori ai activatorilor plasminogenului. Stimulează creșterea miocitelor și a celulelor musculare netede, determinând hipertrofie cardiacă. 

### SNC
Angiotensina II are efect dipsogen (crește senzatia de sete) prin efectele sale asupra organului subfornical al creierului; scade răspunsul reflexului baroreceptor, și stimulează ingestia de sare. Angiotensina crește secreția de ADH în neurohipofiză, precum și secreșia de ACTH din adenohipofiză.

### Glande suprarenale
Angiotensina acționează asupra cortexului suprarenal, determinând eliberarea de aldosteron, un hormon implicat în retenția sodiului și secreția potasiului la nivel renal. Concentrația plasmatică crescută a angiotensinei este responsabilă pentru concentrația crescută a aldosteronului prezent în timpul fazei luteale a ciclului menstrual.

### Renal
Angiotensina are un efect direct asupra tubilor proximali, prin creșterea reabsorbției de sodiu. Creșterea tensiunii arteriale va menține presiunea de perfuzie renală, însă constricția arteriolelor glomerulare aferente și eferente va tinde să limiteze fluxul sanguin renal. Efectul asupra rezistenței arteriolei eferente este mai mare decât asupra celei a arteriolei aferente, datorită diametrului bazal al acesteia mai mic. Concentrații mari ale angiotensinei pot contracta mezangiul glomerular, reducând suprafața de filtrare glomerulară. Angiotensina II determină eliberarea locală de prostaglandine, care pot declanșa vasodilatație renală.